# Норін Кершов
Норін Кершов (англ. Noreen Kershaw; нар. 16 жовтня 1950, Бері, Великий Манчестер, Англія, Велика Британія) — англійська акторка та режисерка..

## Життєпис
Норін Кершов народилася 16 жовтня 1950 року в Бері, Англія. Закінчила театральну школу Манчестерського політехнічного університету. 
Театральну кар'єру розпочала у Театрі «Еврімен» в Ліверпулі, де виконала головну роль у виставі «Ширлі Валентин», за однойменною п'єсою Віллі Рассела .

## Фільмографія

### Режисерка
- 2018 — Наша дівчинка / Our Girl
- 2016 — Звалище / The Dumping Ground
- 2014 — Скотт та Бейлі / Scott & Bailey
- 2011 — Справедливість / Justice
- 2010-2019 — Рухатися далі / Moving On
- 2007 — Безсоромні / Shameless
- 2000-2005 — Серцебиття / Heartbeat
- 1996-2013 — Вулиця коронації / Coronation Street
- 1995 —  Нові голоси/ New Voices — Мері МакКвері

### Акторка
- 2018 — Пітерлоо / Peterloo — служниця
- 2014 — Пам'ятайте мене / Remember Me — Ширлі Падфілд
- 2011 — Справедливість / Justice — Сара
- 2006-2007 — Життя на Марсі / Life on Mars — Філіс Доббс
- 2000 — Серцебиття / Heartbeat — Мері МакКвері
- 1999 — Втрачені слова / Lost for Words — Маргарет
- 1994 — Катастрофа / Casualty — Стеф
- 1993 — Хроніки молодого Індіани Джонса / The Young Indiana Jones Chronicles — епізодична роль
- 1987 — Приховане місто / Hidden City — вчителька
- 1975 — Вулиця коронації / Coronation Street — Трейсі Спенсер
- 1973 — Театр пізньої ночі / Late Night Theatre — Ліз